# Гориция
Гори́ция (итал. Gorizia, словен. Gorica, фриул. Gurize, нем. Görz, вен. Gorisia) — город и коммуна в области Фриули-Венеция-Джулия, расположен на границе со Словенией, административный центр одноимённой провинции.
Население коммуны, на 01.01.2023 года, составляло 33 584 человека, плотность населения ─ 813,91 чел./км². Коммуна занимает площадь 41,26 км².
Город расположен на левом берегу реки Изонцо. Ему покровительствуют святые Эрмакора и Фортунато. Праздник города отмечается 12 июля. Также покровителями города почитаются святые мученики Иларий и Татиан, празднование — 16 марта.
Название происходит от словенского слова Gorica — «небольшая гора».

## История
Впервые Гориция упоминается в документе, датируемом 28 апреля 1001 года, в котором император Священной Римской империи Оттон III передаёт замок Гёрц и прилегающую деревню Аквилейскому патриарху Иоанну II и фриульскому графу Верихену Эппенштейну (Verihen Eppenstein). В документе буквально говорится: «Деревня, которая на языке славян называется Горица» («Villa quae Sclavorum lingua vocatur Goriza»).
В результате династического брака в 1075 году город перешёл к графам Пустераль-Лурнам из Подравской марки, род которых с тех пор получил название Горицкой династии (будущие графы Тироля и герцоги Каринтии). Сама Гориция стала резиденцией и центром их владений. Эта династия правила здесь до 1500 года, когда город вошёл в империю Габсбургов.
В начале XIX века Наполеон отторг Горицию у Габсбургов и включил её в состав Иллирийских провинций Франции. По окончании наполеоновских войн Гориция вошла в состав Австрийского Приморья, а с 1861 года выделена в графство Горица и Градишка. С тех пор город служил летним прибежищем венской аристократии, которая прозвала её «австрийской Ниццей». В Гориции доживал свои дни Карл Х, последний французский король из династии Бурбонов.
Драматичной была история города в XX веке. Во время Первой мировой войны он оказался в центре нескольких сражений при Изонцо. В 1916 году сильно повреждённая в боях Гориция была занята итальянскими войсками.
При разделе Юлийской Крайны после Второй мировой войны (в 1947 году) восточная часть города была передана Словении (Югославии) и в настоящее время является словенским городом Нова-Горица.

## Достопримечательности
Из памятников старины в Горице после разрушения в Первую мировую войну была восстановлена соборная церковь, преимущественно XIV века, в которую после роспуска Аквилейского патриархата были перенесены его реликвии. Над городом высится крепость с частями разного времени постройки, начиная с XIII века. Палатинская капелла святого Варфоломея украшена полотнами и фресками венецианской школы. Церковь иезуитов выдержана в стиле барокко (см. Государственная библиотека Гориции). Сохранились и дворцы австрийских аристократов.
|                           |  |                          |  |                    |
| Вид на крепость из города |  | Вид из крепости на город |  | Костёл св. Игнатия |